# Ivar Rydberg
Ivar Magnus Rydberg , švedski veslač, * 24. avgust 1885, Tengened, † 2. januar 1929, Göteborg.
Rydberg je veslal za klub Göteborgs Roddklubb, za katerega je nastopil na Poletnih olimpijskih igrah 1912 v Stockholmu v disciplini osmerec. Švedski čoln je bil izločen v prvi predtekmovalni skupini.